# Tu y Yo
«Tu y Yo» es una canción de la cantante brasileña Anitta. Fue lanzada a través de Warner Records el 29 de enero de 2021 como el séptimo sencillo de su quinto álbum de estudio, Girl From Rio (2020). 